# Atopsyche trifida
Atopsyche trifida là một loài Trichoptera trong họ Hydrobiosidae. Chúng phân bố ở vùng Tân nhiệt đới.
- Tư liệu liên quan tới Atopsyche trifida tại Wikimedia Commons